# スピン統計定理
物理学において、スピン統計定理（スピンとうけいていり、英: spin-statistics theorem）とは量子論的な粒子の統計性とスピンの値の関係性を表した基本定理。スピンが整数である粒子は、ボース＝アインシュタイン統計に従うボース粒子、スピンが半整数である粒子はフェルミ＝ディラック統計にしたがうフェルミ粒子となることを述べる。相対論的な場の量子論において、微視的因果律やエネルギーの正値性といった基本的な要請から導かれる。特にワイトマンの公理的場の理論では、極めて一般的な設定の下、スピン統計定理を導出することができることが知られている。定理自体は相対論的な場の量子論の枠組みで導かれるが、結果自体は非相対論的な場の量子論や多粒子系の量子力学にも応用される。スピン統計定理は1940年にヴォルフガング・パウリによって、最初に定式化された。

## 定理の内容
量子統計力学において、スピン統計定理とは以下の内容をいう。
1粒子状態の占有数{\displaystyle n_{\nu }}の取りうる値は
- {\displaystyle \quad n_{\nu }=0,1\ }
- {\displaystyle \quad n_{\nu }=0,1,2,\cdots \ }

のいずれかに限られる。粒子のスピンの大きさは，前者の場合は{\displaystyle \hbar \ }の半奇数（奇数の1/2倍）倍で，後者の場合は{\displaystyle \hbar \ }の整数倍である。
{\displaystyle n_{\nu }=0,1\ }となることをフェルミ統計（フェルミ-ディラック統計）と呼び，それに従う粒子をフェルミ粒子(fermion) と呼ぶ。
{\displaystyle n_{\nu }=0,1,2,\cdots \ }となることをボーズ統計（ボーズ-アインシュタイン統計）と呼び，それに従う粒子をボーズ粒子(boson) と呼ぶ．
フェルミ粒子の場合、それぞれの１粒子状態は１つの粒子によって占有されている{\displaystyle n_{\nu }=1\ }か、まったく占有されていない
{\displaystyle n_{\nu }=0\ }かのどちらかである。これをパウリの排他原理と呼ぶ。